# Tomzanonia
Tomzanonia é um género botânico pertencente à família das orquídeas (Orchidaceae) que abriga só uma espécie que existe apenas no Haiti. Anteriormente classificado à parte foi recentemente subordinado à subtribo Pleurothallidinae. São plantas cujos caules não formam pseudobulbos e apresentam diversas folhas embainhadas de margens serruladas e inflorescências com uma única flor, sem articulação entre o ovário e pedicelo.

## Etimologia
Uma homenagem ao Dr. Tom Zanoni, do New York Botanical Garden.

## Filogenia
Tomzanonia pertence ao grupo mais afastado dos gêneros da subtribo Pleurothalidinae e junto com Neocogniauxia e Dilomilis forma um de seus oito clados.

## Espécie
1. Tomzanonia filicina (Dod) Nir, Lindleyana 12: 186 (1997).